# Élections cantonales de 1973 en Ille-et-Vilaine
Les élections cantonales ont eu lieu les 23 et 30 septembre 1973.
Avant les élections, le conseil général est présidé par Henri Fréville, membre du CDP. 
Il comprenais 43 conseillers généraux issus de 43 cantons d'Ille-et-Vilaine. Les 4 cantons rennais sont divisés en 10 nouveaux cantons.
Il y a donc 49 conseillers généraux après ces élections.

## Contexte départemental

### Assemblée départementale sortante
| Parti                                   | Sigle    | Élus |
| --------------------------------------- | -------- | ---- |
| Majorité (32 sièges)                    |          |      |
| Modéré pro UDR                          | Mod maj. | 14   |
| Centre démocratie et progrès            | CDP      | 11   |
| Union des démocrates pour la République | UDR      | 7    |
| Minorité (11 sièges)                    |          |      |
| Centre démocrate                        | CD-Réf   | 5    |
| Modéré d'opposition                     | Mod opp  | 4    |
| Divers gauche                           | DVG      | 2    |
| Président du conseil général            |          |      |
| Henri Fréville (CDP)                    |          |      |

## Résultats à l'échelle du département

### Résultats en nombre de sièges
| Parti                                   | Sièges mis en jeu | Élus | Évolution |
| --------------------------------------- | ----------------- | ---- | --------- |
| Modéré pro UDR                          | 7                 | 8    | +1        |
| Centre démocratie et progrès            | 5                 | 6    | +1        |
| Union des démocrates pour la République | 4                 | 5    | +1        |
| Modéré d'opposition                     | 4                 | 3    | -1        |
| Centre démocrate                        | 2                 | 2    | -         |
| Parti socialiste                        | 0                 | 4    | +4        |

### Assemblée départementale à l'issue des élections
| Parti                                   | Sigle    | Élus |
| --------------------------------------- | -------- | ---- |
| Majorité (44 sièges)                    |          |      |
| Modéré pro UDR                          | Mod maj. | 15   |
| Centre démocratie et progrès            | CDP      | 12   |
| Union des démocrates pour la République | UDR      | 8    |
| Mouvement réformateur                   | Réf.     | 5    |
| Modéré d'opposition                     | Mod opp  | 3    |
| Divers gauche                           | DVG      | 1    |
| Opposition (5 sièges)                   |          |      |
| Parti socialiste                        | PS       | 4    |
| Divers gauche                           | DVG      | 1    |
| Président du conseil général            |          |      |
| Henri Fréville (CDP)                    |          |      |

## Arrondissement de Rennes

### Canton de Rennes-I (Centre)
- Conseiller sortant : aucun, le canton est créé en 1973.

| Candidat | Candidat               | Étiquette | Premier tour | Premier tour | Second tour | Second tour |
| Candidat | Candidat               | Étiquette | Voix         | %            | Voix        | %           |
| -------- | ---------------------- | --------- | ------------ | ------------ | ----------- | ----------- |
|          | Henri Jouault          | Mod maj.  | 2 511        | 61,61        | 2 775       | 67,58       |
|          | Maurice Caillet        | PS        | 971          | 23,82        | 1 331       | 32,42       |
|          | Michel Vacher          | PCF       | 325          | 7,97         |             |             |
|          | Yann Bouëssel du Bourg | SAV       | 269          | 6,60         |             |             |
|          |                        |           |              |              |             |             |
| Inscrits | Inscrits               | Inscrits  | 10 690       | 100,00       | 10 690      | 100,00      |
| Votants  | Votants                | Votants   | 4 140        | 38,73        | 4 185       | 39,15       |
| Exprimés | Exprimés               | Exprimés  | 4 076        | 98,45        | 4 106       | 98,11       |

### Canton de Rennes-II (Centre-Ouest)
- Conseiller sortant : Georges Brand (CDP), élu depuis 1963 dans l'ancien canton de Rennes-Nord-Ouest.

| Candidat | Candidat        | Étiquette | Premier tour | Premier tour | Second tour | Second tour |
| Candidat | Candidat        | Étiquette | Voix         | %            | Voix        | %           |
| -------- | --------------- | --------- | ------------ | ------------ | ----------- | ----------- |
|          | Georges Brand * | CDP       | 2 351        | 49,62        | 2 945       | 59,08       |
|          | Serge Joly      | PS        | 1 140        | 24,06        | 2 040       | 40,92       |
|          | Jacques Foulon  | PCF       | 579          | 12,22        |             |             |
|          | Roger Cavret    | Mod maj.  | 440          | 9,29         |             |             |
|          | Amand Baron     | SAV       | 228          | 4,81         |             |             |
|          |                 |           |              |              |             |             |
| Inscrits | Inscrits        | Inscrits  | 12 581       | 100,00       | 12 581      | 100,00      |
| Votants  | Votants         | Votants   | 4 821        | 38,32        | 5 088       | 40,44       |
| Exprimés | Exprimés        | Exprimés  | 4 738        | 98,28        | 4 985       | 97,98       |

### Canton de Rennes-III (Nord-Ouest)
- Conseiller sortant : aucun, le canton est créé en 1973.

| Candidat | Candidat              | Étiquette | Premier tour | Premier tour | Second tour | Second tour |
| Candidat | Candidat              | Étiquette | Voix         | %            | Voix        | %           |
| -------- | --------------------- | --------- | ------------ | ------------ | ----------- | ----------- |
|          | Edmond Hervé          | PS        | 1 541        | 33,97        | 2 706       | 56,16       |
|          | René Leyzour          | UDR       | 1 169        | 25,77        | 2 112       | 43,84       |
|          | Gérard Pourchet       | Réf.-CD   | 828          | 18,25        |             |             |
|          | André Domenech        | PCF       | 577          | 12,72        |             |             |
|          | Michel Danveau        | SAV       | 245          | 5,40         |             |             |
|          | Jean-Pierre Brossault | Réf.      | 176          | 3,88         |             |             |
|          |                       |           |              |              |             |             |
| Inscrits | Inscrits              | Inscrits  | 10 646       | 100,00       | 10 646      | 100,00      |
| Votants  | Votants               | Votants   | 4 663        | 43,80        | 4 930       | 46,31       |
| Exprimés | Exprimés              | Exprimés  | 4 536        | 97,28        | 4 818       | 97,73       |

### Canton de Rennes-IV (Nord)
- Conseiller sortant : aucun, le canton est créé en 1973.

| Candidat | Candidat                 | Étiquette | Premier tour | Premier tour | Second tour | Second tour |
| Candidat | Candidat                 | Étiquette | Voix         | %            | Voix        | %           |
| -------- | ------------------------ | --------- | ------------ | ------------ | ----------- | ----------- |
|          | Jacques Cressard         | UDR       | 2 395        | 41,02        | 2 520       | 41,63       |
|          | Jean-François Tourtelier | Mod maj.  | 1 784        | 30,56        | 2 342       | 38,69       |
|          | Albert Renouf            | PS        | 948          | 16,24        | 1 191       | 19,68       |
|          | Claude Nières            | PCF       | 544          | 9,32         |             |             |
|          | Daniel Hamon             | SAV       | 167          | 2,86         |             |             |
|          |                          |           |              |              |             |             |
| Inscrits | Inscrits                 | Inscrits  | 11 984       | 100,00       | 11 984      | 100,00      |
| Votants  | Votants                  | Votants   | 5 937        | 49,54        | 6 135       | 51,19       |
| Exprimés | Exprimés                 | Exprimés  | 5 838        | 98,33        | 6 055       | 98,70       |

### Canton de Rennes-VI (Est)
- Conseiller sortant : aucun, le canton est créé en 1973.

| Candidat | Candidat       | Étiquette | Premier tour | Premier tour | Second tour | Second tour |
| Candidat | Candidat       | Étiquette | Voix         | %            | Voix        | %           |
| -------- | -------------- | --------- | ------------ | ------------ | ----------- | ----------- |
|          | Roger Belliard | Mod maj.  | 3 103        | 54,97        | 3 919       | 67,73       |
|          | Albert Perras  | PS        | 1 325        | 23,47        | 1 867       | 32,27       |
|          | Claude Dazord  | PCF       | 498          | 8,82         |             |             |
|          | Loïc Prévos    | Mod maj.  | 481          | 8,52         |             |             |
|          | Pierre Roy     | SAV       | 238          | 4,22         |             |             |
|          |                |           |              |              |             |             |
| Inscrits | Inscrits       | Inscrits  | 12 833       | 100,00       | 12 835      | 100,00      |
| Votants  | Votants        | Votants   | 5 793        | 45,14        | 5 923       | 46,15       |
| Exprimés | Exprimés       | Exprimés  | 5 645        | 97,45        | 5 786       | 97,69       |

### Canton de Rennes-VII (Sud-Est)
- Conseiller sortant : aucun, le canton est créé en 1973.

| Candidat | Candidat            | Étiquette | Premier tour | Premier tour | Second tour | Second tour |
| Candidat | Candidat            | Étiquette | Voix         | %            | Voix        | %           |
| -------- | ------------------- | --------- | ------------ | ------------ | ----------- | ----------- |
|          | Michel Phlipponneau | PS        | 3 727        | 47,03        | 5 591       | 66,12       |
|          | Victor Janton       | Réf.-CD   | 2 832        | 35,74        | 2 865       | 33,88       |
|          | Yves Pichavant      | PCF       | 1 366        | 17,24        |             |             |
|          |                     |           |              |              |             |             |
| Inscrits | Inscrits            | Inscrits  | 17 206       | 100,00       | 17 207      | 100,00      |
| Votants  | Votants             | Votants   | 8 069        | 46,90        | 8 560       | 49,75       |
| Exprimés | Exprimés            | Exprimés  | 7 925        | 98,22        | 8 456       | 98,79       |

### Canton de Rennes-VIII (Bruz-Bréquigny)
- Conseiller sortant : François Le Douarec (UDR), élu depuis le 23 novembre 1969 lors d'une partielle.

- Francis Joly (UDR), élu depuis 1949 est décédé en 1969.

| Candidat | Candidat               | Étiquette | Premier tour | Premier tour |
| Candidat | Candidat               | Étiquette | Voix         | %            |
| -------- | ---------------------- | --------- | ------------ | ------------ |
|          | François Le Douarec *  | UDR       | 3 728        | 54,03        |
|          | Jean-Pierre Planckaert | PS        | 1 848        | 27,02        |
|          | Christian Benoist      | PCF       | 959          | 14,02        |
|          | René Gorvan            | SAV       | 305          | 4,46         |
|          |                        |           |              |              |
| Inscrits | Inscrits               | Inscrits  | 14 588       | 100,00       |
| Votants  | Votants                | Votants   | 6 955        | 47,68        |
| Exprimés | Exprimés               | Exprimés  | 6 840        | 98,35        |

### Canton de Rennes-X (Sud-Ouest)
- Conseiller sortant : aucun, le canton est créé en 1973.

| Candidat | Candidat           | Étiquette | Premier tour | Premier tour | Second tour | Second tour |
| Candidat | Candidat           | Étiquette | Voix         | %            | Voix        | %           |
| -------- | ------------------ | --------- | ------------ | ------------ | ----------- | ----------- |
|          | Georges Cano       | PS        | 2 438        | 45,27        | 3 585       | 63,03       |
|          | Joseph Dault       | UDR       | 1 779        | 33,03        | 2 103       | 36,97       |
|          | Jean Guérinel      | PCF       | 980          | 18,20        |             |             |
|          | Jean-Pierre Letort | UDB       | 189          | 3,51         |             |             |
|          |                    |           |              |              |             |             |
| Inscrits | Inscrits           | Inscrits  | 13 005       | 100,00       | 13 005      | 100,00      |
| Votants  | Votants            | Votants   | 5 532        | 42,54        | 5 828       | 44,81       |
| Exprimés | Exprimés           | Exprimés  | 5 386        | 97,36        | 5 688       | 97,60       |

### Canton de Hédé
- Conseiller sortant : Jean Rozé (Mod opp), élu depuis 1961.

| Candidat | Candidat            | Étiquette | Premier tour | Premier tour | Second tour | Second tour |
| Candidat | Candidat            | Étiquette | Voix         | %            | Voix        | %           |
| -------- | ------------------- | --------- | ------------ | ------------ | ----------- | ----------- |
|          | Jean Rozé *         | Mod opp   | 974          | 32,91        | 978         | 29,33       |
|          | Émile Lemétayer     | UDR       | 970          | 32,77        | 1 130       | 33,88       |
|          | Jean-Louis Tourenne | PS        | 809          | 27,33        | 1 129       | 33,85       |
|          | Michel Collet       | PCF       | 207          | 6,99         |             |             |
|          | Charles Morazé      | DVG       | -            | -            | 98          | 2,94        |
|          |                     |           |              |              |             |             |
| Inscrits | Inscrits            | Inscrits  | 22 650       | 100,00       | 22 650      | 100,00      |
| Votants  | Votants             | Votants   | 8 987        | 39,68        | 9 710       | 42,87       |
| Exprimés | Exprimés            | Exprimés  | 8 824        | 98,19        | 9 555       | 98,40       |

- Cette élection a été annulée. Jean-Louis Tourenne (PS) a été élu lors de la partielle qui a suivi.

### Canton de Liffré
- Conseiller sortant : Jean Pavy (Mod maj.), élu depuis 1965.

| Candidat | Candidat            | Étiquette | Premier tour | Premier tour | Second tour | Second tour |
| Candidat | Candidat            | Étiquette | Voix         | %            | Voix        | %           |
| -------- | ------------------- | --------- | ------------ | ------------ | ----------- | ----------- |
|          | Jean Pavy *         | Mod maj.  | 1 531        | 38,15        | 1 835       | 42,25       |
|          | Jean-Michel Vincent | Mod opp   | 1 188        | 29,60        | 1 298       | 29,89       |
|          | André Louazel       | DVG       | 1 036        | 25,82        | 994         | 22,89       |
|          | Ivan Le Noane       | PCF       | 258          | 6,43         | 216         | 4,97        |
|          |                     |           |              |              |             |             |
| Inscrits | Inscrits            | Inscrits  | 5 657        | 100,00       | 5 657       | 100,00      |
| Votants  | Votants             | Votants   | 4 092        | 72,34        | 4 386       | 77,53       |
| Exprimés | Exprimés            | Exprimés  | 4 013        | 98,07        | 4 343       | 99,02       |

### Canton de Saint-Aubin-d'Aubigné
- Conseiller sortant : Gaston Bombard (CD), élu en 1972 lors d'une partielle, ne se représente pas.

- Amand Brionne (DVG), élu depuis 1950 est mort en 1971.

| Candidat | Candidat          | Étiquette | Premier tour | Premier tour | Second tour | Second tour |
| Candidat | Candidat          | Étiquette | Voix         | %            | Voix        | %           |
| -------- | ----------------- | --------- | ------------ | ------------ | ----------- | ----------- |
|          | Henri Canto       | Réf.-CD   | 1 668        | 31,50        | 2 092       | 37,03       |
|          | Yves Voinchet     | Mod maj   | 1 289        | 24,34        | 1 928       | 34,13       |
|          | Éliette Daurat    | PCF       | 1 061        | 20,04        | 1 479       | 26,18       |
|          | Jean-Marie Samson | DVG       | 726          | 13,71        |             |             |
|          | Pierre Chenevière | Mod maj   | 551          | 10,41        |             |             |
|          | Hilaire Fournier  | Réf.-PRV  | -            | -            | 150         | 2,66        |
|          |                   |           |              |              |             |             |
| Inscrits | Inscrits          | Inscrits  | 8 371        | 100,00       | 8 370       | 100,00      |
| Votants  | Votants           | Votants   | 5 408        | 64,60        | 5 731       | 68,47       |
| Exprimés | Exprimés          | Exprimés  | 5 295        | 97,91        | 5 649       | 98,57       |

## Arrondissement de Saint-Malo

### Canton de Saint-Malo-Sud
- Conseiller sortant : Marcel Planchet (Mod opp.), élu depuis 1967.

| Candidat | Candidat          | Étiquette | Premier tour | Premier tour |
| Candidat | Candidat          | Étiquette | Voix         | %            |
| -------- | ----------------- | --------- | ------------ | ------------ |
|          | Marcel Planchet * | Mod opp.  | 4 454        | 70,83        |
|          | Gustave Garreau   | UDR       | 684          | 10,88        |
|          | Alain Roman       | PS        | 651          | 10,35        |
|          | Jean Lemaître     | PCF       | 499          | 7,94         |
|          |                   |           |              |              |
| Inscrits | Inscrits          | Inscrits  | 10 649       | 100,00       |
| Votants  | Votants           | Votants   | 6 470        | 60,76        |
| Exprimés | Exprimés          | Exprimés  | 6 288        | 97,19        |

### Canton de Cancale
- Conseiller sortant : Olivier Biard (UDR), élu depuis 1949.

| Candidat | Candidat           | Étiquette | Premier tour | Premier tour |
| Candidat | Candidat           | Étiquette | Voix         | %            |
| -------- | ------------------ | --------- | ------------ | ------------ |
|          | Olivier Biard *    | UDR       | 2 917        | 64,52        |
|          | Louis Chopier      | PS        | 1 234        | 27,30        |
|          | Jacques Garncarzyk | PCF       | 271          | 5,99         |
|          | Robert Azoulay     | Mod opp.  | 99           | 2,19         |
|          |                    |           |              |              |
| Inscrits | Inscrits           | Inscrits  | 8 262        | 100,00       |
| Votants  | Votants            | Votants   | 4 640        | 56,16        |
| Exprimés | Exprimés           | Exprimés  | 4 521        | 97,44        |

### Canton de Combourg
- Conseiller sortant : André Belliard (UDR), élu depuis 1967.

| Candidat | Candidat         | Étiquette | Premier tour | Premier tour |
| Candidat | Candidat         | Étiquette | Voix         | %            |
| -------- | ---------------- | --------- | ------------ | ------------ |
|          | André Belliard * | UDR       | 2 819        | 51,48        |
|          | Joseph Hubert    | DVG       | 2 274        | 41,53        |
|          | Louis Bouvier    | PCF       | 383          | 6,99         |
|          |                  |           |              |              |
| Inscrits | Inscrits         | Inscrits  | 7 665        | 100,00       |
| Votants  | Votants          | Votants   | 5 528        | 72,12        |
| Exprimés | Exprimés         | Exprimés  | 5 476        | 99,06        |

### Canton de Pleine-Fougères
- Conseiller sortant : Jean-Marie Gallon (Mod maj.), élu depuis 1953.

| Candidat | Candidat            | Étiquette   | Premier tour | Premier tour | Second tour | Second tour |
| Candidat | Candidat            | Étiquette   | Voix         | %            | Voix        | %           |
| -------- | ------------------- | ----------- | ------------ | ------------ | ----------- | ----------- |
|          | Albert Dory         | PS (ex PSU) | 1 811        | 45,19        | 2 394       | 60,35       |
|          | Jean-Marie Gallon * | Mod maj.    | 1 138        | 28,39        | 1 573       | 39,65       |
|          | Maurice Fantou      | UDR         | 826          | 20,61        |             |             |
|          | Paul Le Bihan       | PCF         | 233          | 5,81         |             |             |
|          |                     |             |              |              |             |             |
| Inscrits | Inscrits            | Inscrits    | 5 653        | 100,00       | 5 652       | 100,00      |
| Votants  | Votants             | Votants     | 4 023        | 71,17        | 4 086       | 72,29       |
| Exprimés | Exprimés            | Exprimés    | 4 008        | 99,63        | 3 967       | 97,09       |

## Arrondissement de Fougères

### Canton de Fougères-Sud
- Conseiller sortant : Jean Le Lann (Mod maj.), élu depuis 1961.

| Candidat | Candidat             | Étiquette | Premier tour | Premier tour |
| Candidat | Candidat             | Étiquette | Voix         | %            |
| -------- | -------------------- | --------- | ------------ | ------------ |
|          | Jean Le Lann *       | Mod maj.  | 4 184        | 73,42        |
|          | Louis Méheut         | PS        | 762          | 13,37        |
|          | Jean-Claude Guillerm | PCF       | 753          | 13,21        |
|          |                      |           |              |              |
| Inscrits | Inscrits             | Inscrits  | 10 829       | 100,00       |
| Votants  | Votants              | Votants   | 5 874        | 54,24        |
| Exprimés | Exprimés             | Exprimés  | 5 699        | 97,02        |

### Canton de Louvigné-du-Désert
- Conseiller sortant : René de Montigny (Réf.-CD), élu depuis 1955.

| Candidat | Candidat              | Étiquette | Premier tour | Premier tour |
| Candidat | Candidat              | Étiquette | Voix         | %            |
| -------- | --------------------- | --------- | ------------ | ------------ |
|          | René de Montigny *    | Réf.-CD   | 3 605        | 92,41        |
|          | Jean-Pierre Coquemont | PCF       | 296          | 7,59         |
|          |                       |           |              |              |
| Inscrits | Inscrits              | Inscrits  | 6 670        | 100,00       |
| Votants  | Votants               | Votants   | 4 095        | 61,40        |
| Exprimés | Exprimés              | Exprimés  | 3 901        | 95,26        |

### Canton de Saint-Brice-en-Coglès
- Conseiller sortant : Joseph Tronchot (CDP), élu depuis 1945.

| Candidat | Candidat          | Étiquette   | Premier tour | Premier tour |
| Candidat | Candidat          | Étiquette   | Voix         | %            |
| -------- | ----------------- | ----------- | ------------ | ------------ |
|          | Joseph Tronchot * | CDP         | 3 501        | 69,12        |
|          | Jacques Faucheux  | PS (ex PSU) | 1 415        | 27,94        |
|          | Gaston Mentec     | PCF         | 149          | 2,94         |
|          |                   |             |              |              |
| Inscrits | Inscrits          | Inscrits    | 6 692        | 100,00       |
| Votants  | Votants           | Votants     | 5 174        | 77,32        |
| Exprimés | Exprimés          | Exprimés    | 5 065        | 97,89        |

## Arrondissement de Vitré

### Canton de Vitré-Ouest
- Conseiller sortant : Louis Pasquet (CDP), élu depuis 1961.

| Candidat | Candidat                 | Étiquette | Premier tour | Premier tour |
| Candidat | Candidat                 | Étiquette | Voix         | %            |
| -------- | ------------------------ | --------- | ------------ | ------------ |
|          | Louis Pasquet *          | CDP       | 3 361        | 80,81        |
|          | Jacques-François Crochet | PS        | 729          | 17,53        |
|          | Marcel Monier            | PCF       | 69           | 1,66         |
|          |                          |           |              |              |
| Inscrits | Inscrits                 | Inscrits  | 6 329        | 100,00       |
| Votants  | Votants                  | Votants   | 4 262        | 67,34        |
| Exprimés | Exprimés                 | Exprimés  | 4 159        | 97,58        |

### Canton de Châteaubourg
- Conseiller sortant : André David (CDP), élu depuis 1967.

| Candidat | Candidat          | Étiquette | Premier tour | Premier tour |
| Candidat | Candidat          | Étiquette | Voix         | %            |
| -------- | ----------------- | --------- | ------------ | ------------ |
|          | André David *     | CDP       | 2 476        | 94,18        |
|          | François Le Diset | PCF       | 153          | 5,82         |
|          |                   |           |              |              |
| Inscrits | Inscrits          | Inscrits  | 4 073        | 100,00       |
| Votants  | Votants           | Votants   | 2 811        | 69,02        |
| Exprimés | Exprimés          | Exprimés  | 2 629        | 93,53        |

### Canton de Retiers
- Conseiller sortant : Joseph Egu (Mod maj.), élu depuis 1945, ne se représente pas.

| Candidat | Candidat                    | Étiquette | Premier tour | Premier tour |
| Candidat | Candidat                    | Étiquette | Voix         | %            |
| -------- | --------------------------- | --------- | ------------ | ------------ |
|          | André Egu (fils du sortant) | Mod maj.  | 3 605        | 71,66        |
|          | Ivan de Fontaine de Resbecq | Mod maj.  | 1 209        | 24,03        |
|          | Jean-Louis Racapé           | PCF       | 217          | 4,31         |
|          |                             |           |              |              |
| Inscrits | Inscrits                    | Inscrits  | 7 564        | 100,00       |
| Votants  | Votants                     | Votants   | 5 135        | 67,89        |
| Exprimés | Exprimés                    | Exprimés  | 5 031        | 97,98        |

### Canton de la Guerche-de-Bretagne (partielle)
- Conseiller sortant : Henri Lassourd (UDR), élu depuis 1951, démissionne en cours de mandat à la suite de sa défaite aux législatives.

| Candidat | Candidat          | Étiquette | Premier tour | Premier tour | Ballotage | Ballotage |
| Candidat | Candidat          | Étiquette | Voix         | %            | Voix      | %         |
| -------- | ----------------- | --------- | ------------ | ------------ | --------- | --------- |
|          | Guy Gerbaud       | PS        | 1 369        | 27,53        | 1 937     | 37,37     |
|          | Emmanuel Pontais  | CDP       | 1 087        | 21,86        | 1 946     | 37,55     |
|          | Aristide Thorigné | Réf.-CD   | 990          | 19,91        | 1 300     | 25,08     |
|          | Jean Brougalay    | Mod maj.  | 658          | 13,23        |           |           |
|          | Gisèle Planchet   | Mod maj.  | 481          | 9,67         |           |           |
|          | Claude Michaud    | Réf.      | 358          | 7,20         |           |           |
|          | Gérard Hamann     | PCF       | 30           | 0,60         |           |           |
|          |                   |           |              |              |           |           |
| Inscrits | Inscrits          | Inscrits  | 6 741        | 100,00       | 6 741     | 100,00    |
| Votants  | Votants           | Votants   | 5 069        | 75,20        | 5 242     | 77,76     |
| Exprimés | Exprimés          | Exprimés  | 4 973        | 98,11        | 5 183     | 98,88     |

## Arrondissement de Redon

### Canton de Bain-de-Bretagne
- Conseiller sortant : Constant Hubert (Mod opp), élu depuis 1954.

| Candidat | Candidat                 | Étiquette | Premier tour | Premier tour |
| Candidat | Candidat                 | Étiquette | Voix         | %            |
| -------- | ------------------------ | --------- | ------------ | ------------ |
|          | Constant Hubert (fils) * | Mod opp   | 3 936        | 87,55        |
|          | Jean Poupart             | PCF       | 560          | 12,46        |
|          |                          |           |              |              |
| Inscrits | Inscrits                 | Inscrits  | 8 237        | 100,00       |
| Votants  | Votants                  | Votants   | 4 768        | 57,89        |
| Exprimés | Exprimés                 | Exprimés  | 4 496        | 94,30        |

### Canton de Grand-Fougeray
- Conseiller sortant Noël Chevalier (Mod maj.) et lors d'une partielle le 21 juin 1970.

 Charles Chupin (Ext Dr.), élu depuis 1945 est décédé en 1970.
| Candidat | Candidat            | Étiquette | Premier tour | Premier tour |
| Candidat | Candidat            | Étiquette | Voix         | %            |
| -------- | ------------------- | --------- | ------------ | ------------ |
|          | Noël Chevalier *    | Mod maj.  | 1 570        | 71,92        |
|          | Joseph Tripon       | Mod maj.  | 540          | 24,74        |
|          | Bernard Margueritte | PCF       | 73           | 3,34         |
|          |                     |           |              |              |
| Inscrits | Inscrits            | Inscrits  | 3 012        | 100,00       |
| Votants  | Votants             | Votants   | 2 218        | 73,64        |
| Exprimés | Exprimés            | Exprimés  | 2 183        | 98,42        |

### Canton de Pipriac
- Conseiller sortant : Gaël de Poulpiquet du Halgouët (Mod maj.), élu depuis une partielle en 1971, succédant à son père.

Son père Roger de Poulpiquet du Halgouët (UDR), élu depuis 1954 est décédé en 1971.
| Candidat | Candidat                         | Étiquette | Premier tour | Premier tour |
| Candidat | Candidat                         | Étiquette | Voix         | %            |
| -------- | -------------------------------- | --------- | ------------ | ------------ |
|          | Gaël de Poulpiquet du Halgouët * | Mod maj.  | 4 048        | 94,23        |
|          | Jacques Lefeuvre                 | PCF       | 248          | 5,77         |
|          |                                  |           |              |              |
| Inscrits | Inscrits                         | Inscrits  | 7 333        | 100,00       |
| Votants  | Votants                          | Votants   | 4 339        | 59,17        |
| Exprimés | Exprimés                         | Exprimés  | 4 296        | 99,01        |

### Canton du Sel-de-Bretagne
- Conseiller sortant : André Hupel (Mod opp.), élu depuis 1961.

| Candidat | Candidat        | Étiquette | Premier tour | Premier tour |
| Candidat | Candidat        | Étiquette | Voix         | %            |
| -------- | --------------- | --------- | ------------ | ------------ |
|          | André Hupel *   | Mod opp.  | 1 211        | 64,01        |
|          | Truong Le Thanh | Mod maj.  | 558          | 29,49        |
|          | André Bourdet   | PCF       | 123          | 6,50         |
|          |                 |           |              |              |
| Inscrits | Inscrits        | Inscrits  | 2 771        | 100,00       |
| Votants  | Votants         | Votants   | 1 966        | 70,95        |
| Exprimés | Exprimés        | Exprimés  | 1 892        | 96,24        |

## Ancien arrondissement de Montfort-sur-Meu

### Canton de Bécherel
- Conseiller sortant : Louis de La Forest (CDP), élu depuis 1949.

| Candidat | Candidat             | Étiquette | Premier tour | Premier tour |
| Candidat | Candidat             | Étiquette | Voix         | %            |
| -------- | -------------------- | --------- | ------------ | ------------ |
|          | Louis de La Forest * | CDP       | 2 787        | 92,04        |
|          | André Laurent        | PCF       | 241          | 7,96         |
|          |                      |           |              |              |
| Inscrits | Inscrits             | Inscrits  | 4 410        | 100,00       |
| Votants  | Votants              | Votants   | 3 102        | 70,34        |
| Exprimés | Exprimés             | Exprimés  | 3 028        | 97,61        |

### Canton de Plélan-le-Grand
- Conseiller sortant : Pierre de Rémond du Chelas (Mod maj.), élu depuis 1967.

| Candidat | Candidat                     | Étiquette | Premier tour | Premier tour |
| Candidat | Candidat                     | Étiquette | Voix         | %            |
| -------- | ---------------------------- | --------- | ------------ | ------------ |
|          | Pierre de Rémond du Chelas * | Mod maj.  | 2 940        | 83,71        |
|          | Jeanne Le Calvez             | PCF       | 572          | 16,29        |
|          |                              |           |              |              |
| Inscrits | Inscrits                     | Inscrits  | 6 142        | 100,00       |
| Votants  | Votants                      | Votants   | 3 709        | 60,39        |
| Exprimés | Exprimés                     | Exprimés  | 3 512        | 94,69        |